# ナンバ (歩行法)

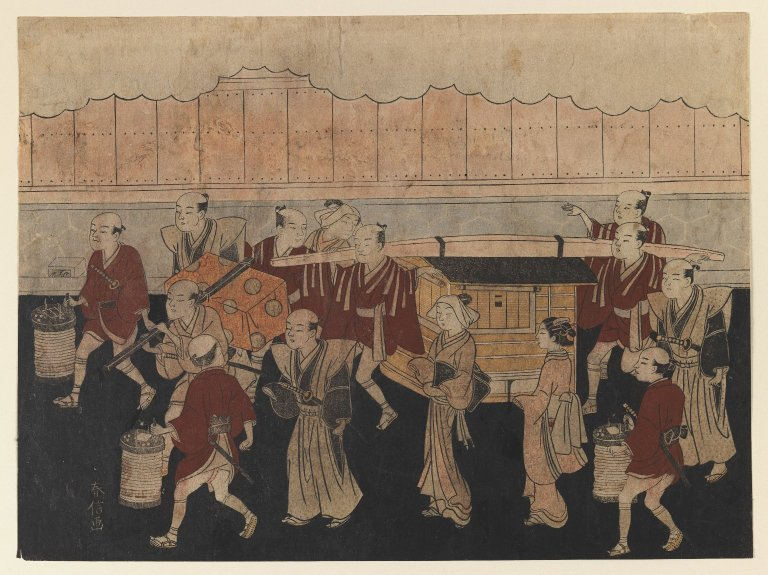
鈴木春信の浮世絵。手足の関係に注目

ナンバとは、右手と右足、左手と左足をそれぞれ同時に出す歩き方である。ナンバ歩きとも呼ばれる。

## 概要
「ナンバ」とは、日本における歌舞伎の動作である六方（ろっぽう）にみられる、同じ側の手と足を動かして歩く動作のことである。
古武術研究家の甲野善紀の著作などにより一般に知られるようになった。江戸時代以前の日本ではナンバ歩きが一般人の間で広く行われていたが、明治以降、西洋的生活様式の移入とともに失われたとする説がある。ただし、近代以前の日本人の歩行方法について厳密な確証が得られているわけではない。
日本の舞踏では蘆原英了の『舞踊と身体』第四章 日本舞踊の身体 ナンバンによると「ナンバン」と呼ばれ嫌われる動作であるとされ、元来は南蛮人の歩き方を嘲笑したことが由来ともいわれ、演劇評論家の武智鉄二の『伝統と断絶』により知られた。
日本の竹馬の構造と歩行方法から日本人古来の歩行の特徴を探る研究がある。
ナンバを基本とする身体の使い方は、伝統武術や陸上競技などに一定程度応用することが可能であり、スポーツ科学の観点からも研究が行われている。ナンバに類似したものにテレマークスキーの歩きがある。

## 姿勢と歩行

### 半身姿勢と歩行との関係
近代以前の日本人の労働の多くの基本姿勢は半身だったといわれている。
そこで武智は農耕生産の半身の姿勢から日本古来の歩行方法（ナンバ）を論じた。評論家の多田道太郎は労働の基本姿勢の日常化が「ナンバ」であることを是認する一方で、宗教の基本姿勢の日常化は「すり足」であると推論した。また、民俗学者の高取正男は商人が天秤棒を担ぐ姿から、半身の姿勢は農民に限らず日本人にとって最も自然で基本的な労働姿勢であったとしている。

### 否定的見解
一説によると、江戸時代の大名行列の絵などを基に、当時の日本人の歩き方は手に何も持たない場合は腕や上半身をあまり振らず、腕を振る場合は出た足と同じ側の手がわずかに出るような動きだったとする見解がある。ただし、科学的な方法で実証されたわけではないため、仮説の範囲を出ない。
この仮説によれば、西洋人の歩行のような体をひねる動きは、特に武士は大小の日本刀が邪魔になり着物が絡むため難しい。また、着物の帯も緩みやすい。そもそも、近代以前に肉体を道具として駆使して山などで運搬する農作業者や行商などの職業では、重量のある荷物を運ぶにあたっては体がぶれないよう歩くことは必然であり、ことさら腕を振ったり体をひねったりする動作は行なえない。
以上の事実から、ナンバ歩きが発達したものというのである。しかし、様々な剣やサーベルを提げた兵士や、農作業者、行商は西欧にも存在するため、それをもって日本人の歩行が西欧人と根本的に全く異なるものであったという根拠にはならない、という意見もある。
また、武道家・武道史研究家の高橋賢は、「江戸時代においても、ナンバは訓練された特殊な動きで、昔の一般の日本人がこのような動きをしていたのではない」という説を提唱している。
さらに、現代の時代劇や大河ドラマにおいても、狂言師や歌舞伎役者などを含め、俳優の歩行は「ナンバ」ではない。これは逆に言えば、大小の日本刀を差し、和服を着ていても手と足を逆に出して歩くことは難しくないことを示しており、刀と和服を根拠としたナンバ論に疑問をもたらす原因ともなっている。
ナンバ術協会最高師範、矢野龍彦はナンバ歩きは右手右足、左手左足を上下に動かすものであり右手と右足、左手と左足を前にそれぞれ同時に出す歩き方ではないと述べている。
右足が着地した時に右手を下げるような動作で歩くため一般的なナンバ歩きとは別物

### 学術的評価
近代以前の日本人の労働の多くが半身を基本姿勢にしていたとしても、近代以前の日本人の歩行がいわゆる「ナンバ」であったのか確証は得られていない。歩行は日常の習慣的動作であり詳細に書き留めることがほとんどなかったためである。
また、幕末期から明治初期の訪日外国人の見聞録には、日本人の歩行の特徴の記述が少なからずあるものの、「ナンバ」歩きを明確に指摘した文献は皆無であった。